# Le Molay-Littry
Le Molay-Littry és un municipi francès situat al departament de Calvados i a la regió de Normandia. L'any 2007 tenia 2.989 habitants.

## Demografia

### Població
El 2007 la població de fet de Le Molay-Littry era de 2.989 persones. Hi havia 1.220 famílies de les quals 388 eren unipersonals (128 homes vivint sols i 260 dones vivint soles), 400 parelles sense fills, 348 parelles amb fills i 84 famílies monoparentals amb fills.
La població ha evolucionat segons el següent gràfic:
Habitants censats

### Habitatges
El 2007 hi havia 1.342 habitatges, 1.244 eren l'habitatge principal de la família, 51 eren segones residències i 47 estaven desocupats. 1.149 eren cases i 174 eren apartaments. Dels 1.244 habitatges principals, 761 estaven ocupats pels seus propietaris, 457 estaven llogats i ocupats pels llogaters i 26 estaven cedits a títol gratuït; 30 tenien una cambra, 170 en tenien dues, 219 en tenien tres, 341 en tenien quatre i 484 en tenien cinc o més. 878 habitatges disposaven pel capbaix d'una plaça de pàrquing. A 564 habitatges hi havia un automòbil i a 479 n'hi havia dos o més.

### Piràmide de població
La piràmide de població per edats i sexe el 2009 era:
| Homes | Edats   | Dones |
| ----- | ------- | ----- |
| 0     | 95 o +  | 20    |
| 12    | 90 a 94 | 24    |
| 24    | 85 a 89 | 44    |
| 8     | 80 a 84 | 16    |
| 52    | 75 a 79 | 76    |
| 72    | 70 a 74 | 76    |
| 76    | 65 a 69 | 92    |
| 88    | 60 a 64 | 100   |
| 36    | 55 a 59 | 48    |
| 136   | 50 a 54 | 76    |
| 76    | 45 a 49 | 68    |
| 124   | 40 a 44 | 88    |
| 96    | 35 a 39 | 80    |
| 72    | 30 a 34 | 92    |
| 44    | 25 a 29 | 88    |
| 72    | 20 a 24 | 80    |
| 96    | 15 a 19 | 60    |
| 100   | 10 a 14 | 72    |
| 104   | 5 a 9   | 84    |
| 60    | 0 a 4   | 80    |

## Economia
El 2007 la població en edat de treballar era de 1.773 persones, 1.206 eren actives i 567 eren inactives. De les 1.206 persones actives 1.087 estaven ocupades (587 homes i 500 dones) i 119 estaven aturades (52 homes i 67 dones). De les 567 persones inactives 187 estaven jubilades, 132 estaven estudiant i 248 estaven classificades com a «altres inactius».

### Ingressos
El 2009 a Le Molay-Littry hi havia 1.258 unitats fiscals que integraven 2.993,5 persones, la mediana anual d'ingressos fiscals per persona era de 15.624 €.

### Activitats econòmiques
Dels 131 establiments que hi havia el 2007, 2 eren d'empreses extractives, 7 d'empreses alimentàries, 7 d'empreses de fabricació d'altres productes industrials, 10 d'empreses de construcció, 36 d'empreses de comerç i reparació d'automòbils, 9 d'empreses de transport, 8 d'empreses d'hostatgeria i restauració, 1 d'una empresa d'informació i comunicació, 8 d'empreses financeres, 7 d'empreses immobiliàries, 9 d'empreses de serveis, 19 d'entitats de l'administració pública i 8 d'empreses classificades com a «altres activitats de serveis».
Dels 30 establiments de servei als particulars que hi havia el 2009, 1 era una oficina d'administració d'Hisenda pública, 1 oficina de correu, 4 oficines bancàries, 4 tallers de reparació d'automòbils i de material agrícola, 1 autoescola, 1 paleta, 2 guixaires pintors, 3 lampisteries, 2 electricistes, 2 perruqueries, 5 restaurants, 2 agències immobiliàries, 1 tintoreria i 1 saló de bellesa.
Dels 16 establiments comercials que hi havia el 2009, 2 eren supermercats, 3 fleques, 3 carnisseries, 1 una peixateria, 1 una llibreria, 1 una botiga d'equipament de la llar, 2 botigues de mobles, 1 una botiga de material de revestiment de parets i terra i 2 floristeries.
L'any 2000 a Le Molay-Littry hi havia 60 explotacions agrícoles que ocupaven un total de 1.682 hectàrees.

## Equipaments sanitaris i escolars
El 2009 hi havia 1 farmàcia i 1 ambulància.
El 2009 hi havia 1 escola maternal i 1 escola elemental. Le Molay-Littry disposava d'un col·legi d'educació secundària amb 313 alumnes.

## Poblacions més properes
El següent diagrama mostra les poblacions més properes.